# Ternant-les-Eaux
Pour les articles homonymes, voir Ternant.
Ternant-les-Eaux est une commune française, située dans le département du Puy-de-Dôme en région Auvergne-Rhône-Alpes.

## Géographie

### Climat
Pour des articles plus généraux, voir Climat d'Auvergne-Rhône-Alpes et Climat du Puy-de-Dôme.
En 2010, le climat de la commune est de type climat des marges montargnardes, selon une étude du Centre national de la recherche scientifique s'appuyant sur une série de données couvrant la période 1971-2000. En 2020, Météo-France publie une typologie des climats de la France métropolitaine dans laquelle la commune est exposée à un climat de montagne ou de marges de montagne et est dans la région climatique  Nord-est du Massif Central, caractérisée par une pluviométrie annuelle de 800 à 1 200 mm, bien répartie dans l’année. 
Pour la période 1971-2000, la température annuelle moyenne est de 9,6 °C, avec une amplitude thermique annuelle de 16,1 °C. Le cumul annuel moyen de précipitations est de 886 mm, avec 8,3 jours de précipitations en janvier et 7,2 jours en juillet. Pour la période 1991-2020, la température moyenne annuelle observée sur la station météorologique de Météo-France la plus proche, « Issoire », sur la commune d'Issoire à 12 km à vol d'oiseau, est de 12,0 °C et le cumul annuel moyen de précipitations est de 610,7 mm,. Pour l'avenir, les paramètres climatiques de la commune estimés pour 2050 selon différents scénarios d'émission de gaz à effet de serre sont consultables sur un site dédié publié par Météo-France en novembre 2022.

## Urbanisme

### Typologie
Au 1er janvier 2024, Ternant-les-Eaux est catégorisée commune rurale à habitat très dispersé, selon la nouvelle grille communale de densité à sept niveaux définie par l'Insee en 2022.
Elle est située hors unité urbaine. Par ailleurs la commune fait partie de l'aire d'attraction d'Issoire, dont elle est une commune de la couronne,. Cette aire, qui regroupe 53 communes, est catégorisée dans les aires de moins de 50 000 habitants,.

### Occupation des sols
L'occupation des sols de la commune, telle qu'elle ressort de la base de données européenne d’occupation biophysique des sols Corine Land Cover (CLC), est marquée par l'importance des territoires agricoles (58,9 % en 2018), une proportion sensiblement équivalente à celle de 1990 (59,5 %). La répartition détaillée en 2018 est la suivante : 
prairies (52,1 %), forêts (35,5 %), zones agricoles hétérogènes (6,8 %), milieux à végétation arbustive et/ou herbacée (5,6 %). L'évolution de l’occupation des sols de la commune et de ses infrastructures peut être observée sur les différentes représentations cartographiques du territoire : la carte de Cassini (XVIIIe siècle), la carte d'état-major (1820-1866) et les cartes ou photos aériennes de l'IGN pour la période actuelle (1950 à aujourd'hui).

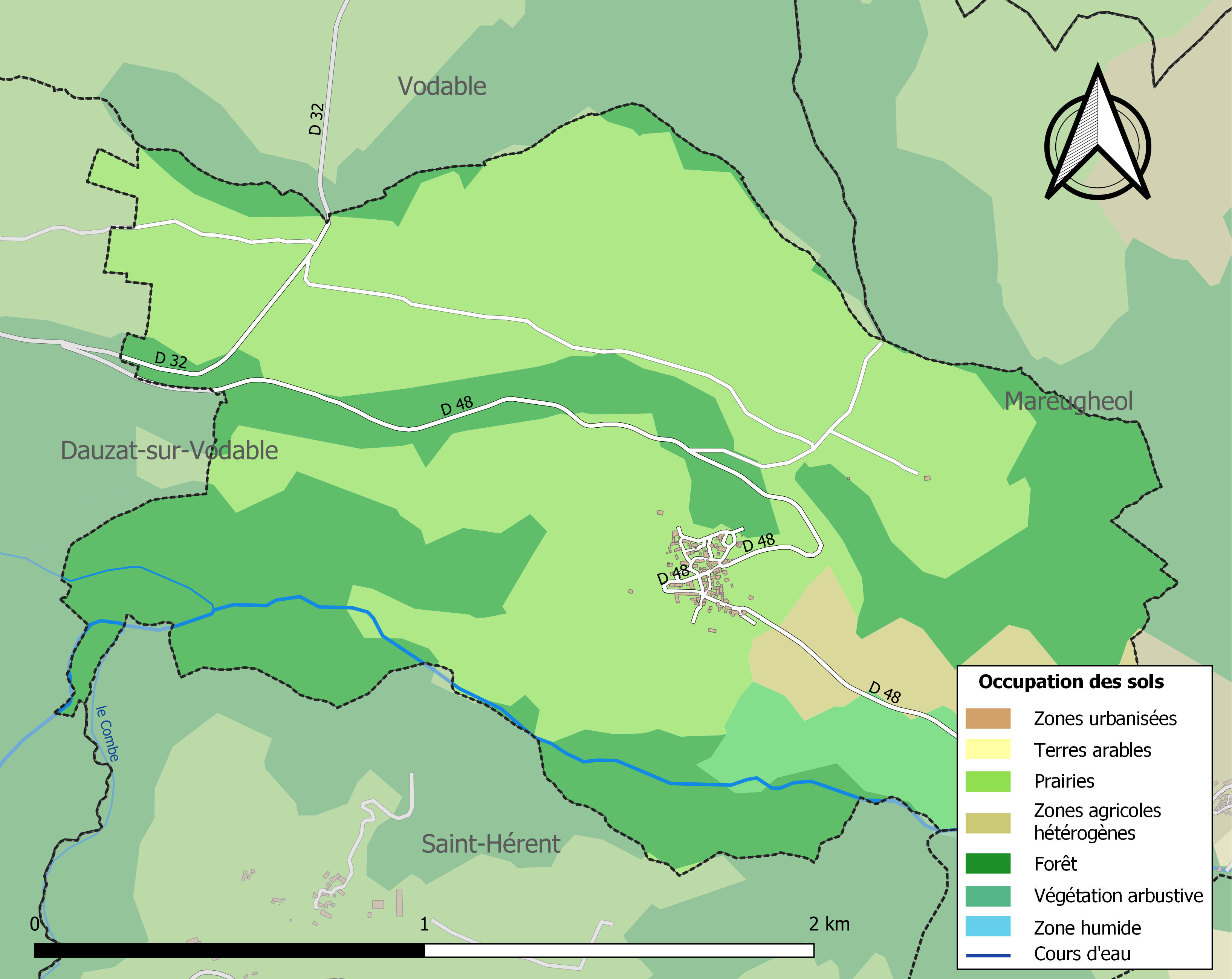
Carte des infrastructures et de l'occupation des sols de la commune en 2018 (CLC).

## Toponymie
Son nom vient du gaulois « Tarnantu », « le passage sur les eaux ».
La dénomination officielle actuelle (« les-Eaux ») a été adoptée à une date non connue, supposée entre 1882 et 1943. Auparavant, la commune était désignée sous le nom Ternant, appellation encore fréquente dans le langage courant.

## Politique et administration
| Période                                  | Période                         | Identité            | Étiquette | Qualité                       |
| ---------------------------------------- | ------------------------------- | ------------------- | --------- | ----------------------------- |
| Les données manquantes sont à compléter. |                                 |                     |           |                               |
| mars 1977                                | juin 1995                       | Marcel Loubinoux    | PCF       |                               |
| juin 1995                                | juillet 2004                    | Jean-Claude Poulier |           |                               |
| août 2004                                | 2020                            | Pierre Coupelon     |           |                               |
| 2020                                     | En cours (au 18 septembre 2020) | Lionel Arnault      |           | Cadre de la fonction publique |

La commune a voté à 46,5 % pour le Front national aux élections européennes de mai 2014.

## Population et société

### Démographie
L'évolution du nombre d'habitants est connue à travers les recensements de la population effectués dans la commune depuis 1793. Pour les communes de moins de 10 000 habitants, une enquête de recensement portant sur toute la population est réalisée tous les cinq ans, les populations de référence des années intermédiaires étant quant à elles estimées par interpolation ou extrapolation. Pour la commune, le premier recensement exhaustif entrant dans le cadre du nouveau dispositif a été réalisé en 2007.

En 2022, la commune comptait 49 habitants, en évolution de +25,64 % par rapport à 2016 (Puy-de-Dôme : +2,1 %, France hors Mayotte : +2,11 %).
| 1793 | 1800 | 1806 | 1821 | 1831 | 1836 | 1841 | 1846 | 1851 |
| ---- | ---- | ---- | ---- | ---- | ---- | ---- | ---- | ---- |
| 226  | 218  | 279  | 233  | 217  | 187  | 196  | 179  | 182  |

| 1856 | 1861 | 1866 | 1872 | 1876 | 1881 | 1886 | 1891 | 1896 |
| ---- | ---- | ---- | ---- | ---- | ---- | ---- | ---- | ---- |
| 186  | 171  | 161  | 143  | 139  | 154  | 162  | 165  | 163  |

| 1901 | 1906 | 1911 | 1921 | 1926 | 1931 | 1936 | 1946 | 1954 |
| ---- | ---- | ---- | ---- | ---- | ---- | ---- | ---- | ---- |
| 171  | 153  | 145  | 119  | 104  | 106  | 107  | 81   | 59   |

| 1962 | 1968 | 1975 | 1982 | 1990 | 1999 | 2006 | 2007 | 2012 |
| ---- | ---- | ---- | ---- | ---- | ---- | ---- | ---- | ---- |
| 71   | 75   | 63   | 33   | 39   | 40   | 44   | 45   | 41   |

| 2017 | 2022 | - | - | - | - | - | - | - |
| ---- | ---- | - | - | - | - | - | - | - |
| 37   | 49   | - | - | - | - | - | - | - |

## Culture locale et patrimoine

### Héraldique
| Blason de Ternant-les-Eaux | Blason  | D'or à un château donjonné de trois pièces de gueules, celle du milieu plus élevée, le tout maçonné, ajouré et ouvert de sable, sommé entre les tours de deux drapeaux adossés d'azur.                                                      |
| Blason de Ternant-les-Eaux | Détails | Armes de la famille d'Apcher, ou d'Apchier, telles qu'elles figurent au-dessus du bras du transept sud de la chapelle du village. Les haches des armes parlantes originales ont été remplacées par des drapeaux. Adopté le 2 décembre 2021. |